# Židovská komunita v Belmonte

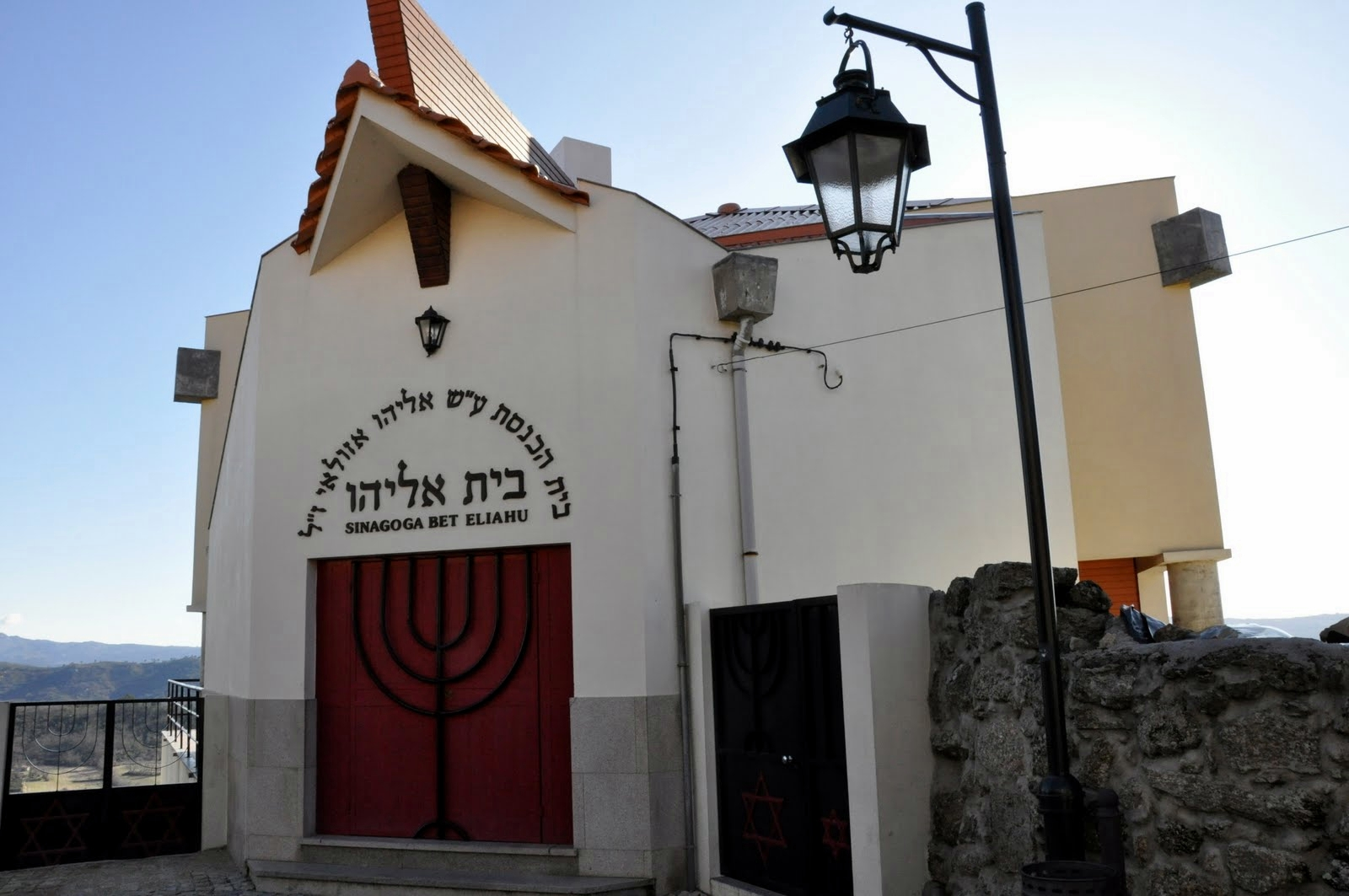
Synagoga Bet Eliahu

Židovská komunita tzv. kryptožidů v portugalském městečku Belmonte je svébytným sociologickým fenoménem, protože svou víru a náboženské tradice dokázala tajně udržovat po více než čtyři sta let. Umožnila jí to endogamie a skrývání veškerých vnějších projevů víry jejích členů. Tímto způsobem se místní židé dokázali vyhnout dilematu, který před ně na konci 15. století postavil edikt krále Manuela I. – nechat se pokřtít, nebo opustit zemi.
Židovskou komunitu objevil až v roce 1917 polský důlní inženýr Samuel Schwarz. Znovu oficiálně ustavena byla však až v roce 1989. Čítá asi 300 členů, což odpovídá necelým pěti procentům z celkového počtu obyvatel Belmonte. Zdejší synagoga Bet Eliahu byla otevřena až roce 1997.

## Historie židů v Belmonte
Židé se v Belmonte usadili už ve 12. století. Poté, co začali být židé v Portugalsku koncem 15. století nuceni ke konverzi ke křesťanství, nevyhnulo se ani řadě místních pronásledování inkvizicí. Někteří emigrovali – významnou postavou komunity byl William Annyas (nebo Anes), který byl v Irsku v roce 1555 zvolen starostou města Youghal. Stal se tak prvním člověkem židovského vyznání, který v Irsku takovou volenou funkci zastával. 
Židé, kteří v Belmonte zůstali, se rozhodli pro přísné utajení svého pravého náboženství a vdávat či ženit se začali pouze mezi sebou. Stali se tak postupně jednou velkou rodinou, na základě čehož se jim zde říká „a família“ (rodina). Pokud některý z nich uzavřel manželství s protějškem křesťanského vyznání, byl ze židovského náboženského života automaticky vyloučen.
Kryptožidé nicméně oficiálně dávali najevo příslušnost ke křesťanství – chodili do kostela a jejich děti byly křtěny, katoličtí kněží je oddávali i pohřbívali. Doma tajně uzavírali svatby nebo prováděli smuteční obřady podle židovských zvyklostí. Domnívali se, že jinak by byli zbaveni svých občanských práv.
Samuel Schwarz, který komunitu objevil, o tom sepsal knihu, která vyšla v roce 1925. Usiloval o to, aby se belmontští kryptožidé oficiálně vrátili k judaismu, v čemž ho s nadšením podporovaly některé židovské organizace (např. Alliance Israélite Universelle) i jednotlivci. Schwarz tak např. zpočátku spolupracoval s Arturem Barrosem Basto, který se sám navracel ke svým židovským kořenům a stal se klíčovou postavou pro stavbu synagogy v Portu, později mezi nimi ale vypukly spory.
Návrat k judaismu v neskrývané podobě nebyl jednoduchý – na sebe totiž narážel normativní judaismus, přinášený rabíny zvenčí, a dědictví skrytě praktikovaného judaismu (úkony, modlitby), který zde byl vnímán jako autentický.
V roce 2005 bylo v Belmonte otevřeno židovské muzeum (Museu Judaico de Belmonte). Nejstarší památkou na židovské osídlení je žulový relikviář z roku 1297 pocházející z první místní synagogy.